# 10183 Ampère
För andra betydelser, se Ampère.
10183 Ampère eller 1996 GV20 är en asteroid i huvudbältet som upptäcktes den 15 april 1996 av den belgiske astronomen Eric W. Elst vid La Silla-observatoriet. Den är uppkallad efter den franske fysikern André-Marie Ampère.